# イベントコンパニオン

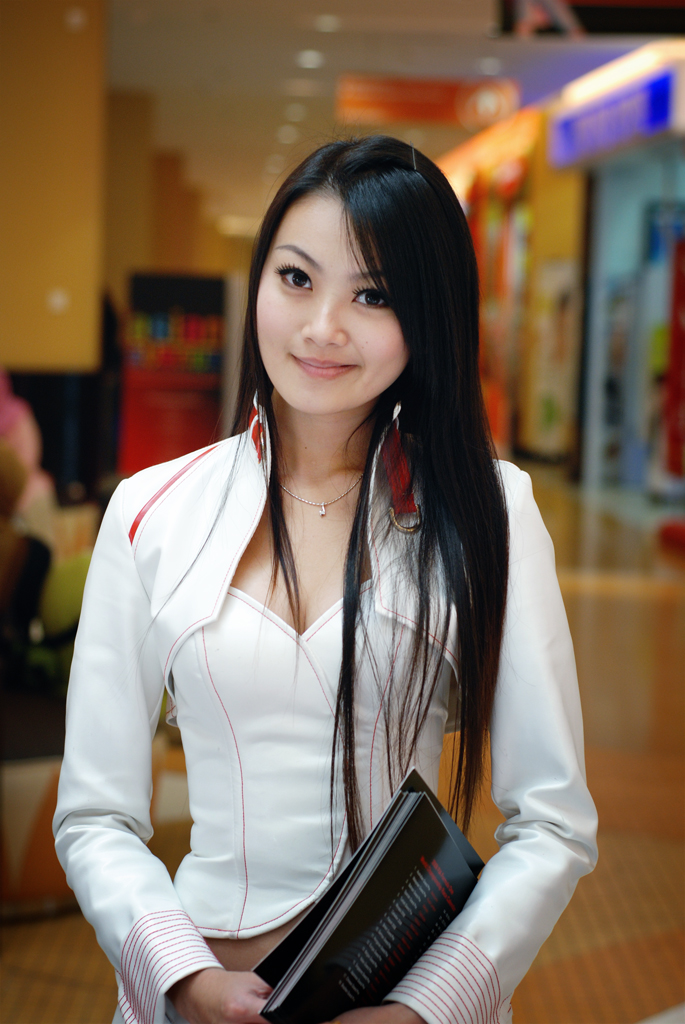
Honda イベントコンパニオン

イベントコンパニオンは、イベントや展示会などで展示品の横に立ったり、展示品の説明をする女性。
同義語で多いキャンペーンガール（キャンギャル）、イメージガールなども含めて和製英語であり、ネイティブ/英語圏ではプロモーショナルモデル（w:Promotional model）が一般的で「連れ」や「相手」という意味合いが強いコンパニオン（w:Companion）とは区別されている。デモ活動の参加者・実演販売者などの複数の意味も含んでいるデモンストレーター（w:Demonstrator）を当該女性の英語表現としている説もある。

## 歴史
1964年東京オリンピックの際、日本を訪れるVIPのアテンド（案内・接待や通訳など）や、メダルセレモニーの際のホステス役を務める女性スタッフが「コンパニオン」と名付けられた。これが、日本で「コンパニオン」という語が使われるようになった契機とされる。「貴婦人の接待役」を意味する companion （レディズ・コンパニオン）から採られた名称で、「公募」を経て語学堪能でマナーに問題のない女性が採用され（結果としていわゆる「良家の子女」が多く採用され、選考の偏りも批判された）、破格の俸給で職務にあたった（なお、オリンピック出場経験者を含む陸上競技関係者にも声がかけられてコンパニオンに就いたが、手当も含めボランティア的なものであったという）。
イベントコンパニオンという仕事が一般に認知されたのは、高度経済成長期の末期である1970年に行われた大阪万博だと言われている。この当時は現在と違い大規模なイベントや展示会も少ない上、初の万国博覧会ということで語学力や接客マナーなども求められたため、大学や短大卒の良家の子女が多く従事していると伝えられた。
その後1980年代に入りイベントが各地で開催されるにともないその存在が大衆化し、更に1980年代中盤に起きた「女子大生ブーム」において、女子大生が従事するアルバイトとして取り上げられるようになった。

## 仕事形態

### 仕事内容

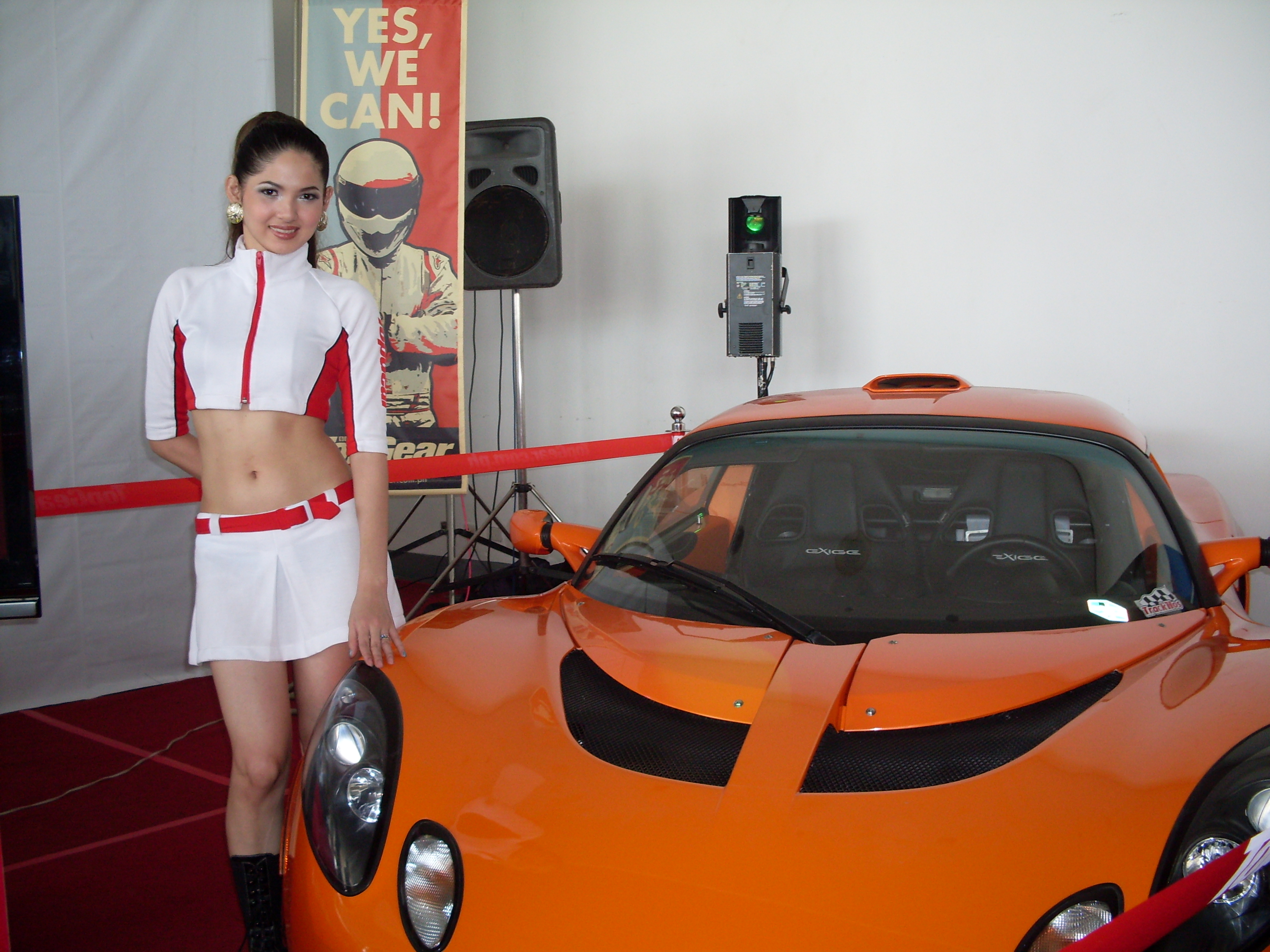
モーターショーのイベントコンパニオン

モーターショーやOAショーなどの展示会やイベントなどで、制服（この場合は特に「コスチューム」と呼ばれる）を着て展示品の横に立ったり、展示品の説明などの接客をすることを主な仕事とする。

### オーディション
複数のイベントコンパニオン派遣事務所が存在しているが、場合によって各々が複数の事務所に所属し、各事務所から来た仕事を請ける形で働く場合もある。基本的には仕事の依頼主である広告代理店やメーカーにおいてオーディションが行われる。

### 現場
オーディションに合格すると、広告代理店やメーカーで数時間から数日間の研修を受けて、ショーやイベント会場に赴くことになる。数時間で終わってしまうイベントなどの場合、台本などを家に持ち帰って自主勉強するのみで、研修がない場合も多い。東京モーターショーなど開催期間が10日以上にわたる場合や、開催地が遠隔地や僻地にある場合は近くのシティホテルやウィークリーマンションなどに宿泊できる場合もある。